# トゥナー
トゥナー（デンマーク語：Tønder, ドイツ語：Tondern, フリジア語：Tuner）は、南デンマーク地域に属する町。Vidå（ドイツ語：Wiedau）川沿い、デンマーク・ドイツ国境の近くである。1800年以前は Thundern と呼ばれ、13世紀には Tunder、 Tundær と呼ばれていた。2007年1月の地方自治体編成でそれまで271あった地方自治体が98にまとめられた後のトゥナー市では、1,278 km2の面積におよそ38,000人が住んでいる。家具デザイナーのハンス・J・ウェグナー（1914年 - 2007年1月26日）の出身地として有名。